# 霍普金頓 (麻薩諸塞州普查規定居民點)
霍普金頓（英語：Hopkinton）是位於美國麻薩諸塞州米德爾塞克斯縣的一個普查規定居民點。

## 人口
根據2020年美國人口普查的數據，霍普金頓的面積為3.98平方千米，當中陸地面積為3.97平方千米，而水域面積為0.01平方千米。當地共有人口2651人，而人口密度為每平方千米666.08人。